# Gerhard Wiedemann (Jurist)
Gerhard Wilfried Wiedemann (* 1949 in Stolzenau) ist ein deutscher Jurist.

## Leben
Wiedemann studierte von 1968 bis 1973 Rechtswissenschaft an der Universität Hamburg. Nach Absolvieren der juristischen Staatsprüfungen in Hamburg war er von 1977 bis 1980 als Assistent am Institut für Wirtschafts- und Gesellschaftsrecht der Universität Heidelberg tätig. Dort wurde er 1980 zum Dr. iur. promoviert.
1981 erfolgte seine Zulassung als Rechtsanwalt in Düsseldorf. 1984 wurde er Partner in der Rechtsanwaltskanzlei Bruckhaus pp, seit 2000 Freshfields Bruckhaus Deringer.
Ab 1994 lehrte Wiedemann als Lehrbeauftragter für Wettbewerbs- und Kartellrecht an der Universität Rostock. Seit 2002 ist er dort Honorarprofessor für Deutsches und Europäisches Kartellrecht. 

## Schriften (Auswahl)
- Gemeinschaftsunternehmen im deutschen Kartellrecht. Heidelberg 1981, ISBN 3-8005-6970-1.
- Kommentar zu den Gruppenfreistellungsverordnungen des EWG-Kartellrechts. Band 1. O. Schmidt, Köln 1989, ISBN 3-504-41193-7.
- Kommentar zu den Gruppenfreistellungsverordnungen des EWG-Kartellrechts. Band 2. O. Schmidt, Köln 1990, ISBN 3-504-41194-5.
- Hg.: Handbuch des Kartellrechts. München 2020, ISBN 3-406-71676-8.